# زلزال غرب غينيا الجديدة 1989
زلزال غرب غينيا الجديدة زلزال ضرب غرب غينيا الجديدة إندونيسيا ثم مقاطعة إيريان جايا، وذلك في 1 أغسطس بقوة لحظية بلغت 6.0 وكثافة ميركالي القصوى من الدرجة الثامنة (حادة). قُتل حوالي 120 شخصًا، ويرجع ذلك أساسًا إلى الانهيارات الأرضية والانهيارات الطينية.

## التفاصيل والإغاثة
ضرب زلزال غرب غينيا الجديدة الساعة 9:17 بالتوقيت المحلي وبقياس 5.7 درجة و6.0 على مقياس العزم. كان مركزه يقع على بعد 299 كم (186 ميل) جنوب جايابورا، وصل الزلزال حتى وامينا. كانت هناك توابع متعددة.
تسبب الزلزال في مقتل 120 شخصًا وإصابة 120 شخصًا، وتم انتشال جميع القتلى من قرى حولون وباسيما وسوبا. العديد من هذه الوفيات والإصابات ناجمة عن الانهيارات الأرضية التي غطت قريتين ومقاطع مضطربة من نهر باليم، مما أدى عمليًا إلى إغراق ثلاث قرى ونشوء أطنان من الطين. كان أحد هذه الانهيارات الأرضية بطول 200 متر (660 قدمًا)، كان هناك أحد عشر في المجموع. وكان جزء كبير من القتلى من رجال قبيلة الضاني.
وزعت السلطات المحلية الطعام والبطانيات والملابس والمال على الناجين. قامت طائرات الهليكوبتر بتزويد المواد الغذائية وغيرها من إمدادات الإغاثة، ولكن تم إبطائها بسبب الشقوق في مهابط الطائرات المحلية. تم علاج أكثر من 25 ناجيًا من إصابات خطيرة و100 آخرين لأمراض أقل خطورة. تم إجلاء ما بين مائتين وثلاثمائة شخص في أعقاب الهزة، و3500 شخص من هوبلا على ارتفاع منخفض، وبالتالي نقلهم من مستوطناتهم التقليدية.

## جيولوجيا
أظهرت الآلية المحورية للزلزال عيبًا عكسيًا. المنطقة المحيطة بالمركز لها تاريخ من الزلازل القوية. بين زلزالين عامي 1976 و1981 مات 1.000 شخص. كانت هناك زلازل كبيرة في المنطقة في الآونة الأخيرة حتى عام 2009 وعام 2010.